# Łebsko
Der Jezioro Łebsko (kaschubisch Jezoro Łebskò; deutsch Lebasee) ist ein Strandsee in der polnischen Woiwodschaft Pommern.

## Geographische Lage
Der Lebasee liegt in Hinterpommern, in der 
Nähe der Stadt  Leba (Łeba), nordwestlich von Lauenburg (Lębork). Er ist heute Bestandteil des Slowinzischen Nationalparks.

## Geologische Beschaffenheit

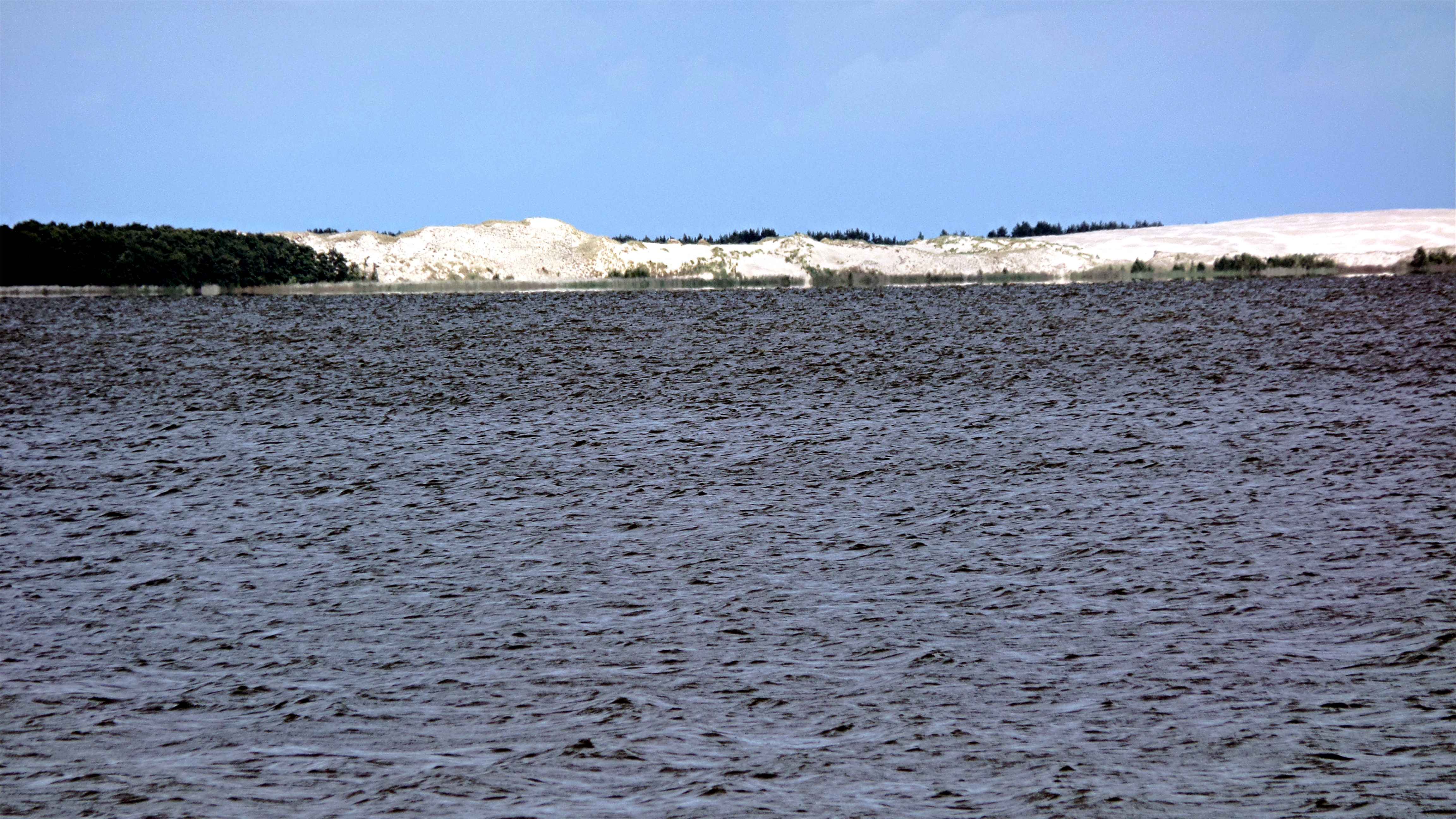
Wanderdünen von Kluki über den Łebsko gesehen

Mit einer Fläche von 75 km² ist der Lebasee der größte der pommerschen Strandseen. Der See misst in West-Ost-Richtung ungefähr 16 km, in Nord-Süd-Richtung rund 8 km. Der See hat eine größte Tiefe von 5,80 m, die durchschnittliche Tiefe beträgt jedoch nur 2 bis 3 m.
Zur Ostsee wird der Lebasee durch eine 800 m bis 2,5 km breite und 17 km lange Nehrung abgeriegelt. Auf der Nehrung befindet sich eine rund 1300 m lange und 500 m breite Wanderdüne, die Lontzkedüne. Diese bildet mit einer Höhe von 42 m die höchste Erhebung der Nehrung, sie wandert jährlich mehrere Meter weiter nach Osten und hat bereits einige kleine Ansiedlungen zur Aufgabe gezwungen. Der Lebasee wird von dem Fluss Leba gespeist und durchflossen; sie mündet im Süden in den See und bildet im Nordosten bei der Stadt Leba den Ausfluss des Sees.

## Geschichte
Der Lebasee war ab 1776 Gegenstand eines gescheiterten Meliorationsprojekts unter Leitung von  Franz Balthasar von Brenkenhoff. Brenkenhoff wollte den Wasserstand des Lebasees absenken und dadurch die Trockenlegung der umliegenden Sümpfe erleichtern. Zu diesem Zweck ließ er 1776 einen Kanal vom Lebasee zur Ostsee graben, etwa auf der Mitte der Nehrung. Im November 1776 begann die Ablassung des Sees.
Der Kanal wurde ab Mai 1777 für die Schifffahrt als Seehafen genutzt. Bald zeigte sich jedoch, dass bei Stürmen das Wasser der Ostsee in den Kanal und so in den Lebasee gedrückt wurde, der Wasserspiegel des Lebasees dadurch stieg und Überschwemmungen verursacht wurden.
Bei einem Sturm im März 1779 wurde das Kanalbauwerk zerstört und es bestand die Gefahr, dass sich der Durchbruch vergrößern und der Lebasee zu einer Bucht der Ostsee werden könnte. Daher wurde der Kanal 1782/1783 wieder verschlossen und der alte Ausfluss der Leba aus dem Lebasee gereinigt und wiederhergestellt.
1933 hielt sich der jüdische deutsche Maler Martin Bloch vor seiner Emigration aus Nazi-Deutschland zum Malen am Leba-See auf.